# Sorex sclateri
Sorex sclateri — вид роду мідиць (Sorex) родини мідицевих.

## Поширення
Країни поширення: Мексика. Цей вид відомий тільки з типового місцезнаходження в Тумпала на висоті 1700 м над рівнем моря, і з іншого місця недалеко від кордону з Гватемалою, у штаті Чьяпас, Мексика. Навколишнє середовище обох пунктів знаходиться в межах тропічного гірського хмарного лісу.

## Загрози та охорона
Розвиток сільського господарства і збезлісення є основними загрозами. Не зустрічається в місцях, що охороняються.